# Погореловское сельское поселение (Вологодская область)
Муниципальное образование «Погореловское» — сельское поселение в западной части Тотемского муниципального района Вологодской области.
Административный центр — деревня Погорелово. Расстояние до районного центра — города Тотьма — 55 км
Образовано в соответствии с законом Вологодской области от 6 декабря 2004 года № 1124-ОЗ «Об установлении границ Тотемского муниципального района, границах и статусе муниципальных образований, входящих в его состав».
В состав сельского поселения вошли Погореловский сельсовет, деревня Черепаниха Маныловского сельсовета.

## География
Граничит:
- на северо-западе с Сямженским муниципальным районом
- на севере с Вожбальским сельским поселением
- на северо-востоке с Калининским сельским поселением
- на юге с Толшменским сельским поселением
- на западе с Сокольским муниципальным районом
- на юго-западе с Междуреченским муниципальным районом

По территории проходит автодорога А123, протекают реки Тафта, Гремиха, Волосовка, Лизна, Перечная, Маныловка, Вопра, Тиксна, по южной границе — Сухона.

## Экономика
- Юбилейное линейно-производственное управление магистральных трубопроводов ООО «Газпром трансгаз Ухта»
- филиал «Погореловский» ООО «Северагрогаз»
- НПС «Погорелово» ОАО «Северные магистральные нефтепроводы»
- участок ООО «Инвестстрой»

## Власть
Действующая система органов местного самоуправления района учреждена Уставом Тотемского муниципального района Вологодской области, принятым решением № 101 Тотемского районного муниципального Собрания 19 июля 2005 года.
Местное самоуправление в поселении осуществляется на основании Устава, который был утверждён решением совета депутатов Погореловского сельского поселения Тотемского муниципального района Вологодской области от 5 августа 2005 года.
Глава муниципального образования Зарубина Татьяна Васильевна, избрана 5 июня 2005 года (количество голосов «за» — 49,76 %), она же является также председателем представительного органа. Количество депутатов в представительном органе — 10.
Администрация поселения расположена по адресу: 161327 Вологодская область, Тотемский район, д. Погорелово, ул. Центральная, дом 45

## Населённые пункты
В 1999 году был утверждён список населённых пунктов Вологодской области. Согласно этому списку в Погореловский сельсовет входили 26 населённых пунктов В 2001 году была упразднена деревня Фроловское. Образованное 1 января 2006 года Погореловское сельское поселение включило все населённые пункты Погорелосвкого сельсовета и деревню Черепаниха Маныловского сельсовета. С тех пор и до 1 марта 2010 года состав сельского поселения не изменялся.
С июля 2020 года в состав сельского поселения входят 25 населённых пунктов, в том числе:
- 23 деревни,
- 2 посёлка.

| Населённый пункт    | ОКАТО          | Рег. номер | Расстояние до районного центра, км | Расстояние до центра поселения, км | Индекс | Координаты                      |
| ------------------- | -------------- | ---------- | ---------------------------------- | ---------------------------------- | ------ | ------------------------------- |
| деревня Боярское    | 19 246 848 002 | 6255       | 60,5                               | 0,5                                | 161327 |                                 |
| деревня Быково      | 19 246 848 003 | 6256       | 65,5                               | 5,5                                | 161327 | 59°41′10″ с. ш. 41°58′57″ в. д. |
| деревня Горбенцово  | 19 246 848 004 | 6257       | 58,7                               | 1,3                                | 161327 | 59°42′46″ с. ш. 42°03′38″ в. д. |
| деревня Горка       | 19 246 848 005 | 6258       | 63                                 |                                    | 161327 | 59°50′20″ с. ш. 41°59′48″ в. д. |
| деревня Жилино      | 19 246 848 006 | 6259       | 63,5                               | 3,2                                | 161327 | 59°42′08″ с. ш. 41°59′17″ в. д. |
| деревня Залесье     | 19 246 848 007 | 6260       | 61,5                               | 2                                  | 161327 | 59°42′36″ с. ш. 42°00′50″ в. д. |
| деревня Ивакино     | 19 246 848 008 | 6261       | 61,5                               | 1,5                                | 161327 | 59°42′01″ с. ш. 42°01′36″ в. д. |
| деревня Комарица    | 19 246 848 009 | 6262       | 65,5                               | 16,3                               | 161327 | 59°40′11″ с. ш. 42°05′13″ в. д. |
| деревня Косновица   | 19 246 848 010 | 6263       | 62,5                               | 2,5                                | 161327 |                                 |
| посёлок Котельное   | 19 246 848 011 | 6264       | 68,5                               | 17,5                               | 161327 | 59°39′33″ с. ш. 42°07′52″ в. д. |
| деревня Маныловица  | 19 246 848 013 | 6266       | 60,8                               | 3,5                                | 161327 | 59°44′02″ с. ш. 42°02′55″ в. д. |
| деревня Маслиха     | 19 246 848 014 | 6267       | 70                                 | 10                                 | 161327 | 59°41′33″ с. ш. 41°54′38″ в. д. |
| деревня Петрилово   | 19 246 848 015 | 6268       | 62,5                               | 2,5                                | 161327 | 59°41′49″ с. ш. 42°00′37″ в. д. |
| деревня Погорелово  | 19 246 848 001 | 6254       | 60                                 | 0                                  | 161327 | 59°42′26″ с. ш. 42°02′31″ в. д. |
| деревня Погост      | 19 246 848 016 | 6269       | 60,8                               | 0,8                                | 161327 | 59°42′03″ с. ш. 42°02′43″ в. д. |
| деревня Подгорная   | 19 246 848 017 | 6270       | 63                                 |                                    | 161327 | 59°50′15″ с. ш. 42°00′18″ в. д. |
| деревня Родная      | 19 246 848 018 | 6271       | 63                                 |                                    | 161327 | 59°50′02″ с. ш. 41°59′43″ в. д. |
| деревня Светица     | 19 246 848 020 | 6273       | 61                                 | 12,5                               | 161327 | 59°41′02″ с. ш. 42°05′39″ в. д. |
| деревня Семенково   | 19 246 848 019 | 6272       | 61,3                               | 1,2                                | 161327 |                                 |
| деревня Топориха    | 19 246 848 021 | 6274       | 62,5                               | 11,5                               | 161327 | 59°40′50″ с. ш. 42°04′29″ в. д. |
| деревня Федоровская | 19 246 848 022 | 6275       | 70                                 | 10                                 | 161327 | 59°41′56″ с. ш. 41°55′29″ в. д. |
| деревня Фоминское   | 19 246 848 023 | 6276       | 57                                 | 2,5                                | 161327 | 59°43′03″ с. ш. 42°04′48″ в. д. |
| деревня Черепаниха  | 19 246 824 009 | 6195       | 63                                 |                                    | 161324 | 59°39′00″ с. ш. 42°14′50″ в. д. |
| посёлок Юбилейный   | 19 246 848 025 | 6278       | 70                                 | 10                                 | 161327 | 59°40′08″ с. ш. 42°03′25″ в. д. |
| деревня Якуниха     | 19 246 848 026 | 6279       | 68                                 | 8                                  | 161327 | 59°41′29″ с. ш. 41°56′04″ в. д. |

Населённый пункт, упразднённый в 2020 году
| Населённый пункт | ОКАТО          | Рег. номер | Расстояние до районного центра, км | Расстояние до центра поселения, км | Индекс | Координаты                      |
| ---------------- | -------------- | ---------- | ---------------------------------- | ---------------------------------- | ------ | ------------------------------- |
| деревня Мальцево | 19 246 848 012 | 6265       | 70                                 | 11,5                               | 161327 | 59°41′56″ с. ш. 41°54′07″ в. д. |

Упразднённые до 2020 года населённые пункты
| Населённый пункт   | ОКАТО          | Рег. номер | Расстояние до районного центра, км | Расстояние до центра поселения, км | Координаты                      | Комментарий         |
| ------------------ | -------------- | ---------- | ---------------------------------- | ---------------------------------- | ------------------------------- | ------------------- |
| деревня Фроловское | 19 246 848 024 | 6277       | 61,5                               | 1,5                                | 59°41′59″ с. ш. 42°04′05″ в. д. | Упразднена 6.6.2001 |